# American Tobacco Company

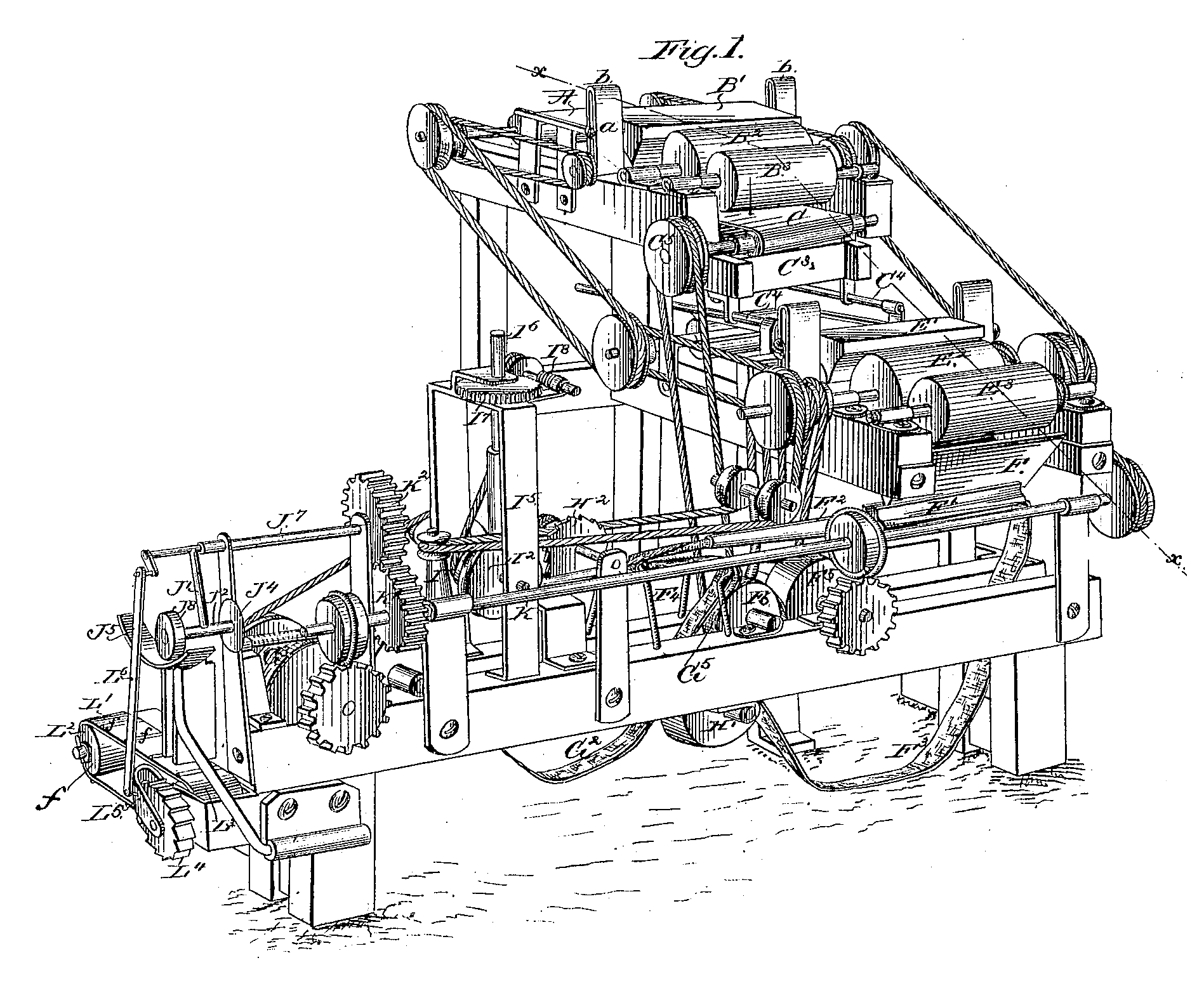
Bonsack sigaretten rolmachine

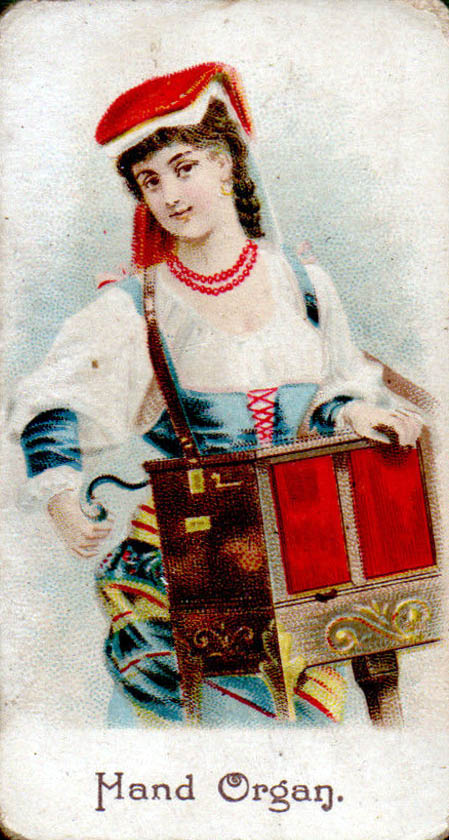
Verzamelkaart om de verkoop te stimuleren

De American Tobacco Company (ATC) was een Amerikaans tabaksbedrijf opgericht in 1890 door James Buchanan Duke in Durham, North Carolina. Het bedrijf ontstond door de fusie van een aantal Amerikaanse tabaksfabrikanten. ATC maakte in 1896, als een van de oorspronkelijke 12 bedrijven. onderdeel uit van de Dow Jones Industrial Average. ATC domineerde de Amerikaanse tabaksindustrie door de Lucky Strike Company en meer dan 200 andere concurrenten over te nemen. In 1907 was de marktpositie zo sterk dat het Amerikaanse ministerie van Justitie een proces begon onder de Federale antitrustwet bij het federale Hooggerechtshof. Dat oordeelde dat ATC een onwettig monopolie was, waarna het in 1911 in verschillende bedrijven werd opgesplitst.
In 1879 begon James Buchanan Duke zijn carrière in de tabaksindustrie in Durham in de staat North Carolina. Hij richtte W. Duke, Sons & Company op.
Twee jaar later vond James Bonsack een automatische sigarettenroller uit. Het produceerde meer dan 200 sigaretten per minuut, een ervaren handroller produceerde een gelijk aantal maar dan in één uur. De kosten van het rollen van sigaretten daalde met 50% en de machine maakte de sigaretten veel gelijkmatiger. In 1884 sloot Duke een geheim contract met de Bonsack Machine Company. Duke huurde twee Bonsack-machines en betaalde Bonsack US$ 0,20 per 1000 sigaretten terwijl andere fabrikanten US$ 0,30 per duizend stuks betaalde. Duke huurde ook een van Bonsack's monteurs in, wat resulteerde in minder storingen aan de machines. Dit contract resulteerde in een concurrentievoordeel en Duke was in staat zijn prijzen verder te verlagen dan anderen en daarmee marktaandeel te winnen. Andere fabrikanten zagen hun omzet en winsten dalen. 
De inzet van de machines leidde tot een sterke stijging van de productie. Naast lagere prijzen zette bij ook advertenties en andere promotiemiddelen in om zijn afzet te verhogen. Hij gebruikte plaatjes met afbeeldingen van sporthelden, avonturiers en exotisch dames in buitenlandse kostuums of vlaggen om de klanten te binden. De kaartjes werden bij elk pakje sigaretten gestopt van zijn merken Cameo, Cross Cut of Duke’s Best. In 1889 gaf zijn bedrijf zo'n US$ 800.000 uit aan advertenties op een jaaromzet van ruim US$ 4 miljoen.
In 1890 nam Duke het initiatief om een consortium met de naam van de American Tobacco Company op te richten. Het consortium bestond uit W. Duke & Sons, Allen & Ginter, W.S. Kimball & Company, Kinney Tobacco en Goodwin & Company. Duke had een belang van 30% in ATC. De vijf produceerden 90% van alle sigaretten die in 1890 werden gemaakt, waarbij opgemerkt moet worden de sigaret maar een klein deel uitmaakte van de totale tabaksverkopen. In dat jaar werden de aandelen ATC genoteerd aan de New York Stock Exchange. 
In 1901 arriveerde Duke in Liverpool met het doel de Britse sigarettenmarkt te betreden. Hij kocht de sigarettenfabrikant Ogden en probeerde ook andere partijen over te nemen. Door de sigarettenprijs te verlagen wilde hij zijn strategie om marktaandeel te winnen herhalen. De Britse industrie bundelde echter de krachten en vormde Imperial Brands. Een jaar later kwamen de twee overeen een joint venture te formeren. Dit werd de British American Tobacco Company (BAT), waarbij ATC twee derde van alle aandelen hield en Imperial de rest. De twee moedermaatschappijen kwamen overeen niet op elkaars binnenlandse markten te concurreren en de overzeese activiteiten in de joint venture te bundelen. ATC werd in 1911 verplicht zijn belang in de joint venture te verkopen, maar Imperial Brands behield zijn belang in BAT tot 1980.
Binnen twee decennia na de oprichting van ATC nam het nog zo'n 250 bedrijven over en produceerde 80% van de sigaretten, rook- en snuiftabak in de Verenigde Staten. Alleen bij sigaren was het bedrijf minder succesvol, de productie bleef voornamelijk handmatig gebeuren, en hier lag het marktaandeel maar rond de 15%. Duke trok hiermee de aandacht van het ministerie van Justitie. Op basis van de Sherman Antitrust Act, aangenomen in 1890, werd ATC in 1907 aangeklaagd. Het Hooggerechtshof beval het bedrijf te ontbinden in 1911, op dezelfde dag dat ook Standard Oil werd ontbonden. ATC moest zich opbreken, een ingewikkeld proces wat zo'n acht maanden heeft geduurd. Voor de sigaretten werd het bedrijf opgesplitst in vier delen: American Tobacco Company, R.J. Reynolds, Liggett & Myers en Lorillard. Het monopolie werd een oligopolie. 
In 1969 veranderde de naam van ATC in American Brands. In de jaren zeventig en tachtig breidde American Brands uit buiten de tabaksindustrie. In 1994 werden de tabaksactiviteiten verkocht aan Brown & Williamson. American Brands veranderde de naam in Fortune Brands. Medio 2004 werd Brown & Williamson overgenomen door R.J. Reynolds.

## Naslagwerken
- (en)  Cox, Reavis Competition in the American Tobacco Industry, 1911-1932: A Study of the Effects of the Partition of the American Tobacco Company by the United States Supreme Court. Columbia University Press (1933)
- (en)  Brandt, Allan M. The cigarette century: the rise, fall and deadly persistence of the product that defined America.  Perseus Books Group (2006), ISBN 9780465070473